# Gelbspornige Stängelbiene
Die Gelbspornige Stängelbiene (Hoplitis claviventris) ist eine solitäre Wildbienenart aus der Familie der Bauchsammlerbienen (Megachilidae).

## Merkmale
Die Gelbspornige Stängelbiene ist ca. 8 bis 10 mm lang. Die Weibchen haben einen schwarz glänzenden Hinterleib mit hellen Haarbinden an den Tergitenden, die in der Mitte breit unterbrochen sind. Ihre Bauchbürste (Scopa) ist gelblich. Die Sporne der Hinterbeine sind  gelbbraun (daher der deutsche Trivialname). Der Thorax ist nur wenig (gelblich, grau) behaart. Die Männchen sind braun behaart, ihre Fühlergeißel  (Flagellum) ist an der Unterseite rotbraun.
Die Art sieht Hoplitis leucomelana sehr ähnlich, diese ist aber schlanker und die Tibiensporne sind nicht gelblich.

## Verbreitung und Lebensraum
Die Art ist sehr weit verbreitet. Sie kommt von Portugal über Mitteleuropa, Kleinasien und den Kaukasus bis in den Süden von Sibirien (Irkutsk) vor. Nordwärts ist die Stängelbiene in Schweden bis zum Polarkreis, südwärts bis Sizilien und Nordgriechenland sowie bis in die Osttürkei verbreitet.
In Deutschland, in Österreich und in der Schweiz ist Hoplitis claviventris weit verbreitet und oft häufig. In den Alpen kommt sie bis zur Waldgrenze vor.
Die Bienenart findet man an Waldrändern, in Lichtungen sowie in Kies- und Lehmgruben. Sie kommt auch im Siedlungsbereich vor. Geeignete Plätze zum Nisten sind der begrenzende Faktor für ihr Vorkommen.

## Lebensweise
Die Stängelbienen sind solitäre Bauchsammlerinnen, die Pollen von ganz verschiedenen Pflanzen verwenden können, aber Gewöhnlichen Hornklee bevorzugen. Sie fliegen in einer Generation von Mitte Juni bis Ende August. Die Überwinterung erfolgt als Ruhelarve in einem gelblichen Kokon.
Die Weibchen nisten in markhaltigen Stängeln von Himbeer- und Brombeersträuchern, Königskerzen, Disteln oder in morschem Holz. Meist nagen sie Gänge in das Substrat, selten benutzen sie auch bereits vorhandene Hohlräume. Die Nester werden in der Regel linear angelegt, mit 4 bis 8 Zellen pro Nest. Die Zwischenwände werden mit Pflanzenmörtel errichtet. Manchmal wird eine Leerzelle am Nesteingang mit Steinchen und Pflanzenteilchen angefüllt.

## Parasiten
Als Kuckucksbienen gelten die Düsterbienen Stelis minuta und Stelis ornatula. Als weitere Nestparasiten gelten die Erzwespe Melittobia acasta und die Schmalbauchwespe Gasteruption nigrescens.

## Nomenklatur
Die Gattung Hoplitis wird von verschiedenen Autoren als Untergattung von Osmia aufgefasst. Für Spanien wurde eine eigene Unterart H. claviventris columba beschrieben.
Innerhalb der Gattung Hoplitis gehört H. claviventris zur Untergattung Alcidamea.